# Newfoundland and Labrador Route 92
Newfoundland and Labrador Route 92 (NL-92) is een 52 km lange provinciale weg op het eiland Newfoundland in de Canadese provincie Newfoundland en Labrador. De weg, die ook wel bekendstaat als de North Harbour-Branch Highway, gaat doorheen een dunbevolkt gebied in het zuiden van het schiereiland Avalon. 

## Traject
De weg begint in het dorp Branch. Dat ligt aan de westzijde van de St. Mary's Bay en wordt beschouwd als de zuidoostelijke toegangspoort tot de regio Cape Shore. De vanuit Branch noordwaarts gaande Route 92 is de facto een voortzetting van Route 100, die vanuit het westen komt en eindigt te Branch.
Route 92 gaat vanuit Branch over zijn hele lengte in noord- à noordoostelijke richting. Hij doorkruist daarbij een vrijwel onbewoond gebied dat vooral bestaat uit naaldbossen en dat enkele rivieren telt. Hij volgt daarbij de westelijke oever van de St. Mary's Bay, zij het steeds op enkele kilometers van de kust verwijderd. Na 52 km eindigt Route 92 in een T-splitsing met de van west naar oost lopende Route 91, in de nabijheid van de plaats Colinet.
Langs het hele tracé tussen Branch en de voornoemde T-splitsing ligt slechts één enkele plaats, namelijk het noordelijk gelegen North Harbour. De bebouwing van dat gehucht ligt verspreid langs de oevers van de gelijknamige zeearm en vormt de enige plaats waar Route 92 gedurende enkele kilometers aan de kust ligt.

## Galerij

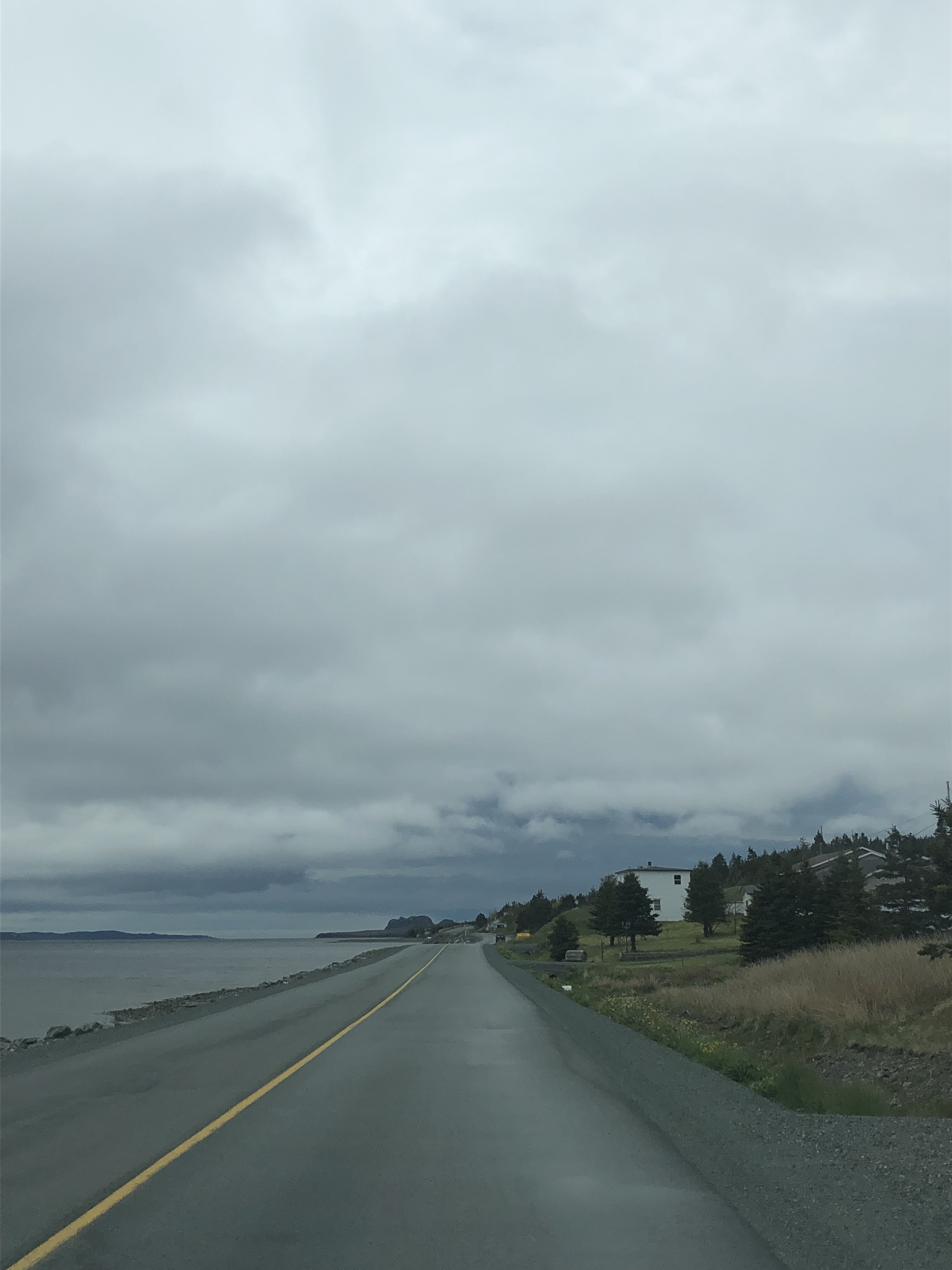
Route 92 in North Harbour
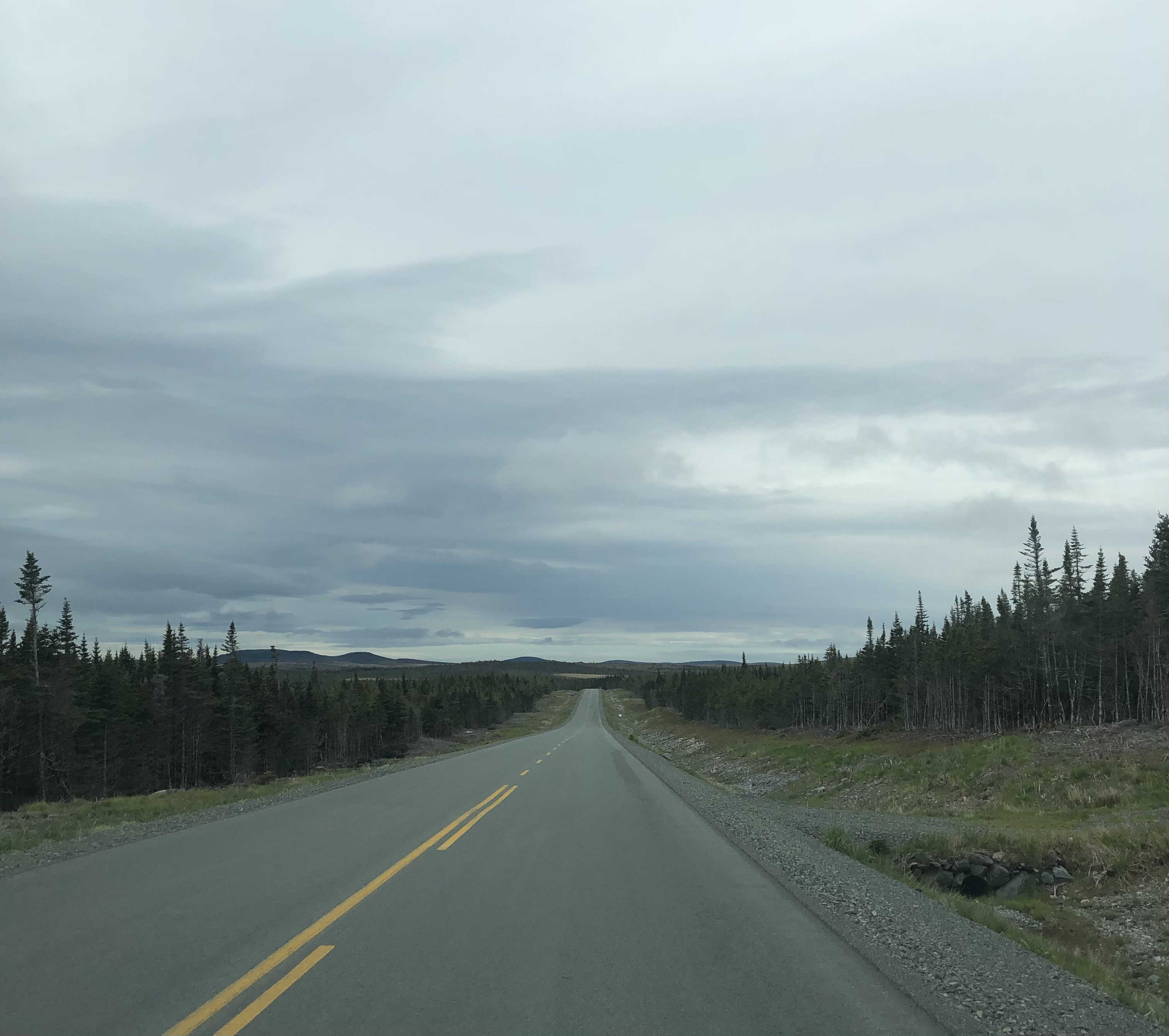
Zuidwaarts zicht op zo'n 17 km ten zuiden van North Harbour
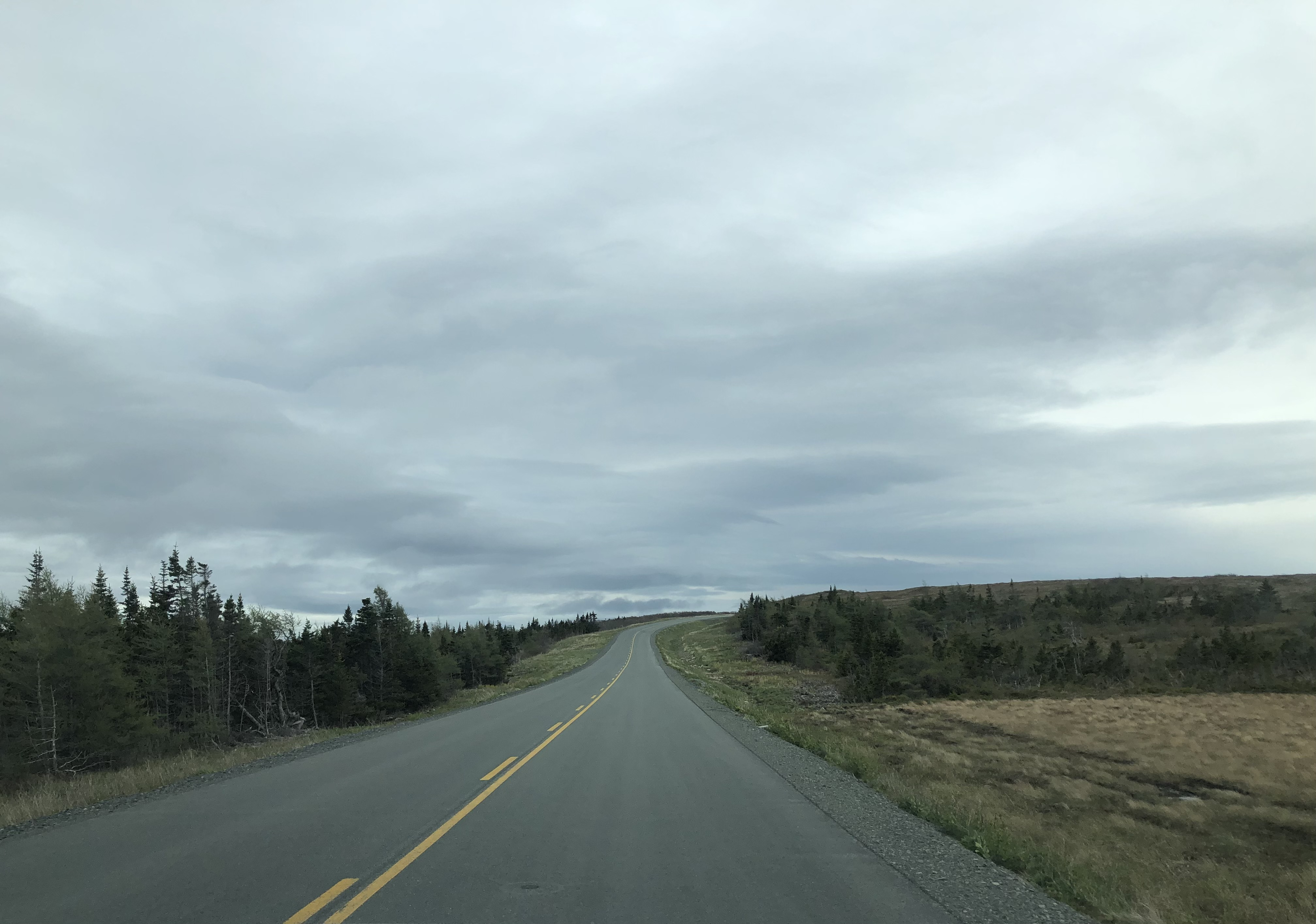
Zuidwaarts zicht op zo'n 21 km ten zuiden van North Harbour